# LISP (声優ユニット)
LISP（リスプ）は、2010年7月から2011年7月まで活動していた日本の声優ユニット。「超至近距離声優ユニット」「毎日ファンとコミュニケーションする声優ユニット」と銘打っていた。
キャッチフレーズは「キミとセツゾク。」。公式ファンクラブは「ふぁみりすぷ」。

## メンバー
阿澄佳奈
8月12日生まれ、福岡県出身。ニックネームはみーちゃん。テーマカラーはオレンジ。
片岡あづさ（現：榎あづさ）
3月16日生まれ、千葉県出身。ニックネームはあづっち。テーマカラーはピンク。
原紗友里
11月5日生まれ、東京都出身。ニックネームはさゆさゆ。テーマカラーは白。
いずれも、グループの設定としては「年齢非公表」とされている。

## エピソード
「LISP」の語源は「舌ったらず」「未発達な」「人工知能のプログラミング言語」。不器用でも一生懸命、一歩一歩ファンと一緒に成長したい、いつも近くにいる存在でいたい、という想いから名づけられた。
ニックネームは、当初メンバーが仲良くなるために決める事にしたが、まとまらなかったため、クジで決めたと言う。リーダーは特に決まっていない。3人とも末っ子であることは結成後発覚する。
常時パソコン（ネットブック（天板にユニット名が刻まれている））を持ち歩いており、そのパソコンの色がメンバーのテーマカラーとなっていた。雑誌などでは常にアイコンとして登場した。ワールドビジネスサテライトでメンバーのネットユーザーとのかかわりが紹介された。
ニコニコ生放送で毎月放送されていた『部屋とパジャマとLISP』は東日本大震災の影響で4月1日の放送予定を自粛してから以降、放送されなくなった。
2011年5月頃に阿澄佳奈がスケジュール過多による体調不良によりいくつかの番組を欠席した。

## 来歴
2010年
- 7月30日 - 公式サイト&ツイッターオープン。
- 9月23日 - DIVE II LISP SUMMIT 〜はじまりすぷ〜無料イベントを開催（品川ステラボール、ニコニコ公式生放送で配信）。
  - 当初1,000人だった所を応募者多数により急遽、1,700人のスタンディング形式に変更、同時にニコニコ生放送を実施するに至った。アニメロミックスにて着うたを先行配信初登場デイリー1位・2位独占、話題となる[4]。
- 10月27日 - 配信限定シングル『あなたにVacuum-ちょいやわらかめ-』『あなたにVacuum-ちょいかため-』で2曲同時デビュー。
- 11月3日 - 「ANIMAX MUSIX FALL 2010」（in 横浜アリーナ）出演。
- 11月5日 - ニコニコ生放送にて『部屋とパジャマとLISP』放送開始。
- 12月10日 - 3rd配信限定シングル『恋する乙女のカタルシス』リリース。

2011年
- 2月12日 - DIVE II LISP SUMMIT 〜部屋とパジャマとおしゃべりすぷ〜(in 恵比寿リキッドルーム)開催。
- 3月30日 - 1st写真集「LIS☆Photograph」発売。
- 4月2日  - 小林ゆう（主役のダンとして）とのコラボとして『爆丸バトルブローラーズ ガンダリアンインベーダーズ』のEDを担当[5]。
- 4月9日  - 3人が主演のアニメ『プリティーリズム・オーロラドリーム』放送開始[6]。
- 4月13日 - 初のCDシングルとなる「You May Dream」発売。
- 4月16日 - 初のテレビ冠番組となる『LIS★P (りすぷろでゅーす)』放送開始[7]。
- 4月27日 - 1stアルバム「Light In a Small Prism」発売。
- 6月17日 - 公式サイト、ツイッター上で7月末に活動を休止することを発表[8][9][10]。
- 7月31日 -SHIBUYA-AXで行われたライブ『DIVEⅡ LISP LIVE TOUR 2011 ～おまつりすぷ～』[注 1]をもって活動休止。今後は『プリティーリズム・オーロラドリーム』への出演は継続し、アニメ内のユニット『MARs』として活動する[11]。解散後もLIS★P (りすぷろでゅーす) は9月まで放送された。

## ディスコグラフィ

### シングル

#### 配信限定シングル
|     | 発売日         | タイトル                            |
| --- | -------------- | ----------------------------------- |
| 1st | 2010年10月27日 | あなたにVacuum!〜ちょいやわらかめ〜 |
| 2nd | 2010年10月27日 | あなたにVacuum!〜ちょいかため〜     |
| 3rd | 2010年12月10日 | 恋する乙女のカタルシス              |

#### CDシングル
|     | 発売日        | タイトル                                      | 規格品番   | 最高位 | 備考           |
| --- | ------------- | --------------------------------------------- | ---------- | ------ | -------------- |
| 1st | 2011年4月13日 | You May Dream                                 | AVCA-29968 | 47位   |                |
| 2nd | 2011年6月15日 | Love The Music/LISP feat ダン（C.V.小林ゆう） | AVCA-29971 | 132位  | コラボシングル |

### アルバム
|     | 発売日        | タイトル               | 規格品番                                                                            | 最高位 |
| --- | ------------- | ---------------------- | ----------------------------------------------------------------------------------- | ------ |
| 1st | 2011年4月27日 | Light In a Small Prism | AVCA-29923［ふぁみりすぷ（準備室）限定盤］ AVCA-29921（DVD付） AVCA-29922（通常盤） | 26位   |

### 映像作品
|     | 発売日         | タイトル                                              |
| --- | -------------- | ----------------------------------------------------- |
| 1st | 2011年12月22日 | LISP COMPLETE DVD-BOX～LIVEとテレビと動画とCDとLISP～ |

### その他
「LIPS」：「Cookie」にて連載されていた阿澄佳奈をモデルにした漫画。LISPも登場予定だったが残りの2人が登場する前にLISPの活動休止が決まったためなかったことになった。同雑誌でインタビューなどを掲載。
（2011年1月26日発売3月号 - 9月26日発売11月号）作：よねやませつこ 応援：阿澄佳奈 シナリオ：神楽坂淳

### タイアップ
| 楽曲                                | タイアップ                                                                          |
| ----------------------------------- | ----------------------------------------------------------------------------------- |
| あなたにVacuum!〜ちょいやわらかめ〜 | 「超!アニメロ」TVCMソング                                                           |
| あなたにVacuum!〜ちょいやわらかめ〜 | テレ玉『玉ニュータウン』10月度エンディングテーマ                                    |
| あなたにVacuum!〜ちょいかため〜     | テレ玉『玉ニュータウン』11月度エンディングテーマ                                    |
| 恋する乙女のカタルシス              | TVアニメ『這いよる! ニャルアニ リメンバー・マイ・ラブ（クラフト先生）』主題歌       |
| 恋する乙女のカタルシス              | テレ玉『玉ニュータウン』12月度エンディングテーマ                                    |
| You May Dream                       | TVアニメ『プリティーリズム・オーロラドリーム』オープニングテーマ                    |
| You May Dream                       | テレビ東京『アニソ〜ンぷらす』4月度オープニングテーマ                               |
| You May Dream                       | 「超!アニメロ」TVCMソング                                                           |
| Love The Music/LISP feat ダン       | テレビアニメ『爆丸バトルブローラーズ ガンダリアンインベーダーズ』エンディングテーマ |
| ある意味! この旅!! センセーション!? | オンラインゲーム『トリックスター〜みみとしっぽの大冒険〜』テーマソング              |
| ある意味! この旅!! センセーション!? | BS11『真・週刊コミックTV+』4月オープニングテーマ                                    |

## ライブ・イベント
| 公演年 | 形態             | タイトル                                               | 公演日・会場                                               |
| ------ | ---------------- | ------------------------------------------------------ | ---------------------------------------------------------- |
| 2010年 | デビューイベント | DIVE II LISP SUMMIT 〜はじまりすぷ〜                   | 9月23日 品川ステラボール（東京都）                         |
| 2010年 | ゲスト出演       | ANIMAX MUSIX FALL 2010                                 | 11月3日 横浜アリーナ（神奈川県）                           |
| 2011年 | イベント         | DIVE II LISP SUMMIT 〜部屋とパジャマとおしゃべりすぷ〜 | 2月12日 恵比寿リキッドルーム（東京都）                     |
| 2011年 | ライブツアー     | DIVEⅡ LISP LIVE TOUR 2011 ～おまつりすぷ～             | 7月23日 なんばHatch（大阪府） 7月31日 SHIBUYA-AX（東京都） |

## 出演

### テレビ
- BSフジ『LIS★P (りすぷろでゅーす)』（2011年4月16日 - 9月17日）

### ラジオ
- 公式WEBサイト『おしゃべりすぷ』（2010年9月10日 - 2011年6月17日）

### 雑誌
- 声優グランプリ「覗き見!こっそりすぷ」（主婦の友社：2010年10月号 - 2011年10月号）

### 動画
- 「超!アニメロ」内LISP公式ケータイサイト『部屋とケータイとLISP』
- ニコニコ動画『部屋とパジャマとLISP』（生放送：2010年11月5日 - 2011年3月4日）（全5回）